# Rimba Balai
Rimba Balai is een bestuurslaag in het regentschap Banyuasin van de provincie Zuid-Sumatra, Indonesië. Rimba Balai telt 612 inwoners (volkstelling 2010).